# Meijer de Haan
Meijer Isaac de Haan (n. 14 aprilie 1852, Amsterdam  - d. 24 octombrie 1895, Amsterdam) a fost un pictor neerlandez.
Născut într-o familie bogată de evrei. În 1887 a plecat la Paris pentru a studia pictura, unde s-a întâlnit și a trăit pentru o perioadă scurtă de timp alături de Theo van Gogh, prin intermediul căruia a făcut cunoștință cu Camille Pissarro și Paul Gauguin. S.a alăturat Școlii de artiștii de la Pont-Aven (fr.:  École de Pont-Aven).

## Picturi

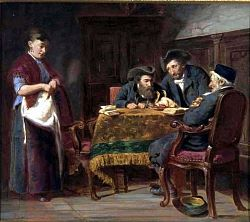
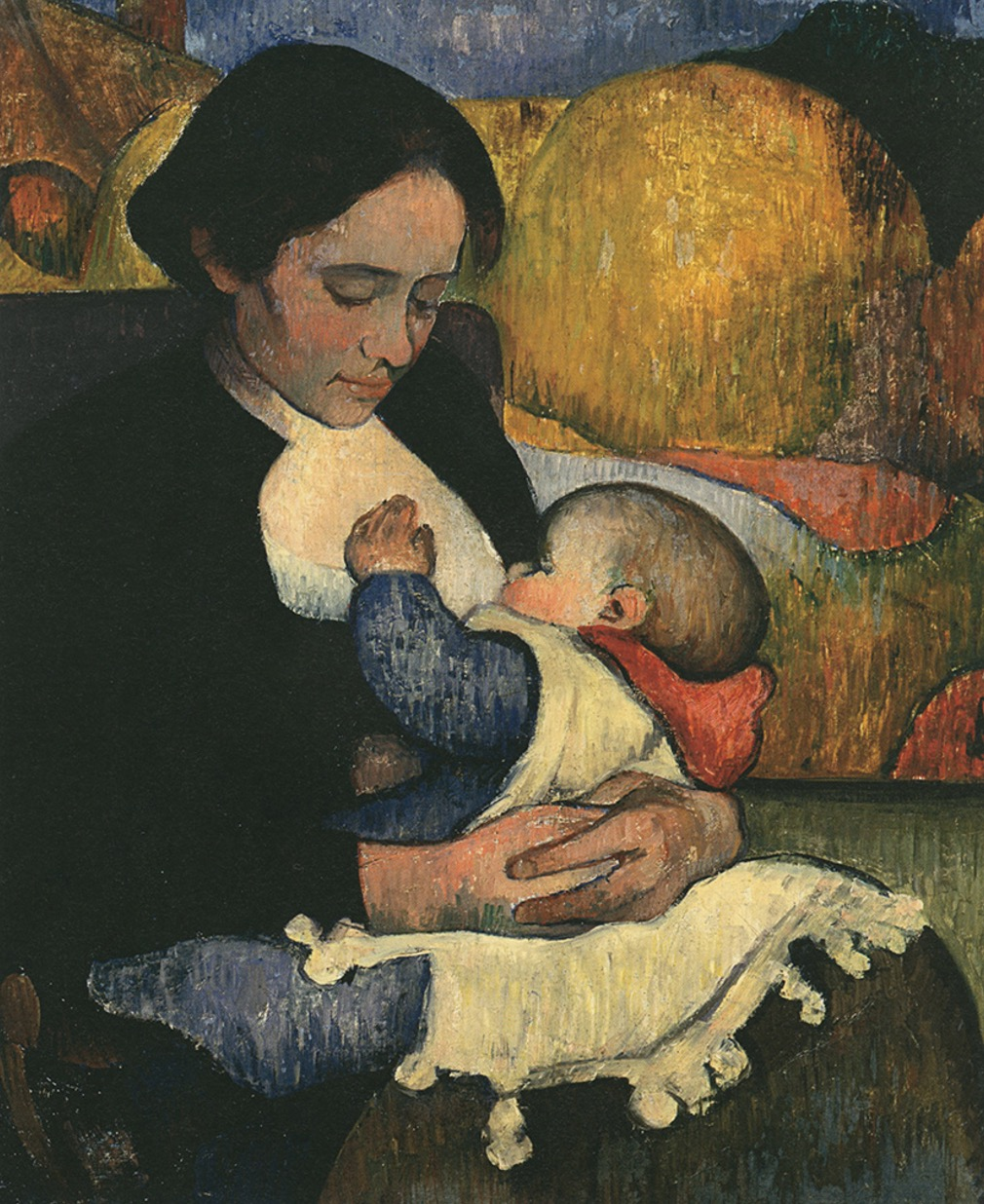
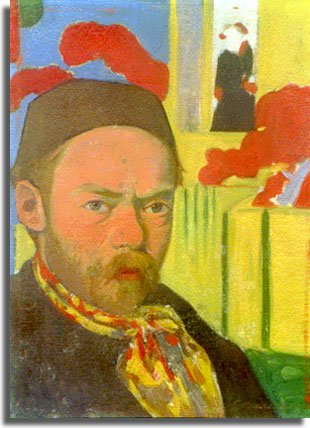
Autoportret, 1889-1891. La 16 octombrie 2012 a fost furat de la muzeul Kunsthal, Rotterdam
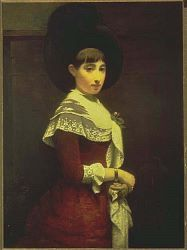